# Descanso (kommun)
Descanso är en kommun i Brasilien.   Den ligger i delstaten Santa Catarina, i den södra delen av landet, 1 400 km söder om huvudstaden Brasília. Antalet invånare är 8 638.
Omgivningarna runt Descanso är en mosaik av jordbruksmark och naturlig växtlighet. Runt Descanso är det ganska glesbefolkat, med 28 invånare per kvadratkilometer.